# Herophydrus sjostedti
Herophydrus sjostedti är en skalbaggsart som beskrevs av Régimbart 1908. Herophydrus sjostedti ingår i släktet Herophydrus och familjen dykare. Inga underarter finns listade i Catalogue of Life.